# TSV Leuna 1919
Cet article concerne le BSG Chemie Leuna. Pour le SC Chemie Halle-Leuna, voir Hallescher FC.
Maillots
Le TSV Leuna 1919 est un club sportif allemand localisé dans la petite ville industrielle de Leuna, dans la Saxe-Anhalt.
Outre le football, le club, qui compte plus de 1 100 membres, propose de nombreux autres départements : athlétisme, badminton, gymnastique, handball, hockey sur gazon, lutte, natation, ski, tennis, tennis de table, volley-Ball, etc.

## Histoire

### TSV Leuna
Le club est fondé en septembre 1919 sous le nom de Turnverein Rössen, ou TV Rössen. L’année suivante, le cercle prend le nom de Turn-und Sportgemeinschaft Rössen, ou TSG Rössen.
En 1922, les joueurs de football du TSG Rössen créent leur propre club sous l’appellation VfL Rössen, qui plus tard devient le SV Marathon Rössen.
En 1930, le SV Marathon Rössen revient au sein du TSG Rössen qui est renommé trois ans plus tard TSV Leuna.
En 1945, le club est dissous par les Alliés, comme tous les clubs et associations allemands.

### BSG Chemie Leuna
En 1948 en football, le club est reconstitué sous la dénomination BSG Chemie Leuna.
La ville de Leuna et la Saxe-Anhalt se sont retrouvées dans la zone d’occupation soviétique puis en RDA à partir de 1949.
Le BSG Chemie Leuna se développe en une solide association composée de nombreuses sections sportives qui remportent des titres dans leurs disciplines, principalement en athlétisme et en lutte. L'athlète féminine Uta Rohländer remporte les championnats d'Europe juniors d'athlétisme 1987 avec le relais 4 × 400 m est-allemand. Elle décroche également la médaille d'or lors des championnats du monde 1997, toujours en 4 × 400 m.
La section football joue, entre 1956 et 1960, en II. DDR-Liga, le 3e niveau de la Deutscher Fussball Verband (DFV). Durant la même période, le cercle atteint les huitièmes de finale de la coupe de RDA à trois reprises. De 1961 à 1990, le BSG Chemie Leuna évolua en Bezirksliga et Bezirksklasse, soit les 3e et 4e étage de la hiérarchie de la DFV.

### Depuis 1990
Après la réunification allemande de 1990, le BSG Chemie Leuna redevient un organisme privé et se finance lui-même. Plusieurs clubs de l'ex-RDA n'ont pas réussi à survivre à cette nouvelle situation économique. À Leuna, des membres du Chemie Leuna et du TSG Leuna ont reformé au milieu des années 1990 le TSV Leuna 1919.
Le club devient une solide association omnisports de sa région avec plus de 1 100 membres répartis dans 17 sections sportives différentes. La section Hockey se montre à son avantage[Quand ?].
La section Football joue depuis 2008 en Landesklasse Sachsen-Anhalt, soit le 8e niveau de la hiérarchie de la DFB. L’équipe évolue au Stadion der Friedens qui est doté d’un terrain artificiel et peut accueillir 7 000 spectateur.